# Campeonato Mundial de Atletismo de 2007 - 10000 m feminino
A competição dos 10000 metros feminino no Campeonato Mundial de Atletismo de 2007 foi realizada no Estádio Nagai, em Osaka, no Japão, no dia 25 de agosto de 2007.

## Recordes
Antes desta competição, os recordes mundiais e do campeonato nesta prova eram os seguintes:
| Tipo                  | Atleta        | Tempo    | Local  | Data                  |
| --------------------- | ------------- | -------- | ------ | --------------------- |
|                       | Wang Junxia   | 29:31.78 | Pequim | 8 de setembro de 1993 |
| Recorde do campeonato | Berhane Adere | 30:04.18 | Paris  | 23 de agosto de 2003  |

## Medalhistas
| Ouro                  | Prata              | Bronze         |
| Tirunesh Dibaba (ETH) | Kara Goucher (USA) | Jo Pavey (GBR) |

## Calendário
Todos os horários estão no horário local (UTC+9)
| Data         | Horário | Fase  |
| ------------ | ------- | ----- |
| 25 de agosto | 21:50   | Final |

## Resultado final
A prova ocorreu dia 25 de agosto às 21:50.
| Pos.              | Atleta            | Nacionalidade  | Tempo    | Notas                |
| ----------------- | ----------------- | -------------- | -------- | -------------------- |
| Medalha de ouro   | Tirunesh Dibaba   | Etiópia        | 31:55.41 | Recorde da temporada |
| Medalha de prata  | Kara Goucher      | Estados Unidos | 32:02.05 | Recorde da temporada |
| Medalha de bronze | Joanne Pavey      | Grã-Bretanha   | 32:03.81 |                      |
| 5                 | Kimberley Smith   | Nova Zelândia  | 32:06.89 |                      |
| 6                 | Deena Kastor      | Estados Unidos | 32:24.58 |                      |
| 7                 | Ejegayehu Dibaba  | Etiópia        | 32:30.44 |                      |
| 8                 | Philes Ongori     | Quênia         | 32:30.74 |                      |
| 9                 | Emily Chebet      | Quênia         | 32:31.21 | Recorde da temporada |
| 10                | Kayoko Fukushi    | Japão          | 32:32.85 |                      |
| 11                | Nathalie De Vos   | Bélgica        | 32:38.60 |                      |
| 12                | Inga Abitova      | Rússia         | 32:40.39 |                      |
| 13                | Katie McGregor    | Estados Unidos | 32:44.76 |                      |
| 14                | Megumi Kinukawa   | Japão          | 32:45.19 |                      |
| 15                | Akane Wakita      | Japão          | 32:48.68 |                      |
| 16                | Asmae Leghzaoui   | Marrocos       | 32:51.30 |                      |
| 17                | Benita Johnson    | Austrália      | 32:55.94 | Recorde da temporada |
| 18                | Aheza Kiros       | Etiópia        | 33:06.60 |                      |
| 19                | Evelyne Nganga    | Quênia         | 33:17.12 |                      |
| —                 | Volha Krautsova   | Bielorrússia   | DNF      |                      |
| —                 | Mestawet Tufa     | Etiópia        | DNF      |                      |
| —                 | Nora Rocha        | México         | DNS      |                      |
| —                 | Elvan Abeylegesse | Turquia        | 31:59.40 | DSQ                  |

Legenda
| Recorde mundial       | Recorde mundial (World record)               |                       | Recorde africano                      | Recorde africano (African) |                                           | Q | Classificado por posição (Qualified) |
| Recorde do campeonato | Recorde do campeonato (Championship record)  | Recorde da América    | Recorde da América (Americas)         | q                          | Classificado por melhor tempo (Qualified) |   |                                      |
| Melhor marca do ano   | Melhor marca do ano (World leading)          | Recorde asiático      | Recorde asiático (Asian)              | DNS                        | Não largou (Did not start)                |   |                                      |
| Recorde nacional      | Recorde nacional (National record)           | Recorde europeu       | Recorde europeu (European)            | DNF                        | Não terminou (Did not finish)             |   |                                      |
| Recorde pessoal       | Recorde pessoal do atleta (Personal best)    | Recorde da Oceania    | Recorde da Oceania (Oceania)          | DSQ / DQ                   | Desclassificado (Disqualified)            |   |                                      |
| Recorde da temporada  | Recorde da temporada do atleta (Season best) | Recorde sul-americano | Recorde sul-americano (South America) | NM                         | Sem marca (No mark)                       |   |                                      |